# Танака Мітітаро
Тана́ка Мітітаро́ (яп. 田中美知太郎, たなかみちたろう; 1902—1985) — японський науковець, дослідник філософії.
Народився у префектурі Ніїґата.
Професор Кіотського університету. Займався вивченням античної філософії. Особливих успіхів досяг у дослідженні платонізму. Нагороджений Орденом культури.
Автор праць «Логос та ідея», «Платон» та інших.